# Arjan Brussee
Arjan Brussee (* 1972) ist ein niederländischer Spieleentwickler und Game Designer.

## Leben
Brussee setzte erste Akzente in der Demoszene als Mitglied der Gruppe Ultraforce. Er programmierte VectorDemo, welches 1991 als eines der ersten Demos überhaupt 3D-Bildlichkeit auf einen PC brachte.
Er war leitender Programmierer des Computerspiels Jazz Jackrabbit (1994) sowie Game Designer und Programmierer von D.O.G: Fight For Your Life (1997) bevor er sich als Mitbegründer von Guerrilla Games als Development Director für die Spielereihe Killzone verantwortlich zeichnete.
Brussee verließ 2012 Guerrilla Games und wechselte zu Visceral Games, einem Studio von Electronic Arts. Dort arbeitete er als ausführender Produzent an Battlefield Hardline.
2014 gründete er zusammen mit Cliff Bleszinski das Unternehmen Boss Key Productions mit Sitz in Raleigh (North Carolina). In seiner Zeit dort entstand LawBreakers, ein Ego-Shooter für Microsoft Windows und Playstation 4, bevor er 2017 Boss Key Productions verließ und zu Epic Games wechselte.
Bis heute ist Brussee bei Epic Games als Production Director der Unreal Engine tätig.

## Spieletitel (Auswahl)
- 1994: Jazz Jackrabbit
- 1997: D.O.G: Fight For Your Life
- 1998: Jazz Jackrabbit 2
- 2004: Shellshock: Nam 67
- 2004: Killzone
- 2009: Killzone 2
- 2011: Killzone 3
- 2017: LawBreakers